# Imane Merga
Imane Merga (Tulu Bolo, 15 ottobre 1988) è un mezzofondista etiope, specialista delle distanze dei 5000 e dei 10000 metri piani oltre che della corsa campestre.
I suoi record personali sono di 7'51"24 sui 3 000 metri piani, fatto segnare nel maggio 2009 all'Icahn Stadium; 12'53"58 sui 5 000 metri, corso in agosto nel 2010 a Stoccolma; 26'48"35 è il suo miglior crono sui 10 000 metri, corso a Eugene nel giugno 2011. Si è laureato campione del mondo di corsa campestre alla manifestazione del 2011 a Punta Umbría. Ha iniziato ad allenarsi con il tecnico italiano Renato Canova ad inizio 2010.

## Biografia
La sua prima apparizione a livello mondiale arriva durante le corse campestri, dove, tra i suoi primi risultati, conclude in settima posizione la gara juniores ai Campionati mondiali 2007 di corsa campestre disputati a Mombasa e l'anno successivo riesce a vincere l'Oeiras International Cross Country..
Durante il 2008 partecipa alla gara su strada São Silvestre da Amadora, vincendo la competizione sui 10 km, con il tempo di 29'27"
Ad inizio 2009 Imane Merga conquista altri successi, a partire dall'Antrim International Cross Country che riesce a vincere, successivamente si classifica in seconda posizione, alle spalle di Gebregziabher Gebremariam ai campionati etiopi di luglio, nella prova dei 10000 m piani. Termina in quarta posizione la prova sui 10000 metri ai Mondiali di Berlino nel 2009 ma conquista la vittoria nei 5000 m alla IAAF World Athletics Final del 2009. Conclude l'anno nel circuito della corsa campestre con il successo al Cross de l'Acier, per la terza volta consecutiva.
Inizia la stagione 2010 con una vittoria nella 10 km del Giro Media Blenio che si tiene a Dongio, in Svizzera, precedendo il detentore del titolo Moses Mosop.
Vincendo la gara sui 5000 metri sia ai Bislett Games che al Golden Gala, Merga diventa il vincitore del titolo inaugurale della Diamond League 2010 su questa prova. In Coppa continentale è il rappresentante dell'Africa sempre nei 5 000 metri ma chiude soltanto in quinta posizione. Al Cross de l'Arcier tenta di vincere il titolo per la quarta volta consecutiva ma viene battuto al fotofinish dal campione in carica di corsa campestre, Joseph Ebuya. Termina il 2010 con una vittoria alla BOclassic, superando Mo Farah allo sprint finale.
Nel febbraio 2011 al Jan Meda Cross Country conclude la prova in seconda posizione, distanziato dal vincitore Hunegnaw Mesfin che ha vinto il titolo nazionale.
Tuttavia riesce a far meglio del suo connazionale, e di tutti gli altri partecipanti, ai Mondiali di corsa campestre, chiudendo la gara con un fulmineo sprint finale. Il suo titolo mondiale arriva dopo 15 lunghi mesi senza una vittoria in gare di corsa campestre. Chiude la sua stagione di corsa campestre con un'altra vittoria sull'erba, chiudendo la prova davanti a Caleb Ndiku e la medaglia d'argento mondiale Paul Tanui, al Trofeo Alasport di Alà dei Sardi.
Si classifica al quarto posto nella 55ª edizione del Campaccio il 6 gennaio 2012, manifestazione che riuscirà poi a vincere il 6 gennaio 2016.

## Progressione

### 3000 metri piani
| Stagione | Tempo   | Luogo      | Data      | Rank. Mond. |
| -------- | ------- | ---------- | --------- | ----------- |
| 2009     | 7'51"24 | New York   | 30-5-2009 | 83º         |
| 2008     | 7'53"62 | Sotteville | 15-6-2008 | 99º         |

### 5000 metri piani
| Stagione | Tempo    | Luogo     | Data      | Rank. Mond. |
| -------- | -------- | --------- | --------- | ----------- |
| 2013     | 13'09"17 | Roma      | 6-6-2013  | 19º         |
| 2012     | 12'59"77 | Oslo      | 7-6-2012  | 15º         |
| 2011     | 12'54"21 | Roma      | 26-5-2011 | 4º          |
| 2010     | 12'53"58 | Stoccolma | 6-8-2010  | 5º          |
| 2009     | 12'55"66 | Bruxelles | 4-9-2009  | 3º          |
| 2008     | 13'08"20 | Ostrava   | 12-6-2008 | 28º         |
| 2007     | 13'33"52 | Malmö     | 2-7-2007  | 28º         |

### 10000 metri piani
| Stagione | Tempo    | Luogo       | Data      | Rank. Mond. |
| -------- | -------- | ----------- | --------- | ----------- |
| 2013     | 26'57"33 | Sollentuna  | 27-6-2013 | 3º          |
| 2012     | 27'14"02 | Bruxelles   | 7-9-2012  | 19º         |
| 2011     | 26'48"35 | Eugene      | 3-6-2011  | 2º          |
| 2009     | 27'15"94 | Berlino     | 17-8-2009 | 10º         |
| 2008     | 27'33"53 | Saint-Maur  | 6-6-2008  | 40º         |
| 2007     | 30'12"03 | Ouagadougou | 10-8-2007 |             |

### 10 km
| Stagione | Tempo  | Luogo    | Data       | Rank. Mond. |
| -------- | ------ | -------- | ---------- | ----------- |
| 2013     | 28'24" | Dongio   | 1-4-2013   | 88º         |
| 2011     | 28'18" | Dongio   | 25-4-2011  | 59º         |
| 2010     | 27'47" | Houilles | 26-12-2010 | 20º         |

## Palmarès
| Anno | Manifestazione      | Sede         | Evento         | Risultato | Prestazione | Note                          |
| ---- | ------------------- | ------------ | -------------- | --------- | ----------- | ----------------------------- |
| 2007 | Mondiali di cross   | Mombasa      | Corsa seniores | 7º        | 24'41"      |                               |
| 2009 | Mondiali            | Berlino      | 10000 m piani  | 4º        | 27'15"94    | Miglior prestazione personale |
| 2010 | Campionati africani | Nairobi      | 5000 m piani   | 5º        | 13'41"98    |                               |
| 2011 | Mondiali di cross   | Punta Umbría | Corsa seniores | Oro       | 33'50"      |                               |
| 2011 | Mondiali            | Taegu        | 5000 m piani   | Finale    | dq          |                               |
| 2011 | Mondiali            | Taegu        | 10000 m piani  | Bronzo    | 27'19"14    |                               |
| 2013 | Mondiali di cross   | Bydgoszcz    | Corsa seniores | Argento   | 32'51"      |                               |
| 2013 | Mondiali            | Mosca        | 10000 m piani  | 12º       | 27'42"02    |                               |
| 2014 | Campionati africani | Marrakech    | 10000 m piani  | 5º        | 28'17"75    |                               |
| 2015 | Mondiali            | Pechino      | 5000 m piani   | 13º       | 14'01"60    |                               |
| 2015 | Mondiali            | Pechino      | 10000 m piani  | dnf       | dnf         |                               |

## Altre competizioni internazionali
2007
- Oro al Cross de l'Acier ( Leffrinckoucke)
- Oro all'Oeiras International Cross Country ( Oeiras) - 26'34"
- Oro al Cross du Val de Marne ( Choisy-le-Roi) - 25'56"

2008
- Oro alla Sao Silvestre da Amadora ( Lisbona) - 29'27"
- Oro al Cross de l'Acier ( Leffrinckoucke) - 28'15"

2009
- Oro alla World Athletics Final ( Salonicco), 5000 m piani - 13'29"75
- Argento alla BOclassic ( Bolzano) - 28'46"
- 6º al Memorial Peppe Greco ( Scicli) - 29'11"
- Bronzo alla Corrida Pédestre Internationale de Houilles ( Houilles) - 28'37"
- Oro al Cross de l'Acier ( Leffrinckoucke) - 28'10"
- 4º al Cross Internacional Juan Muguerza ( Elgoibar) - 32'07"
- Oro all'Antrim International Cross Country ( Antrim) - 24'32"

2010
- Bronzo al Qatar Athletic Super Grand Prix ( Doha), 5000 m piani - 13'05"20
- Oro ai Bislett Games ( Oslo), 5000 m piani - 12'53"81
- Oro al Golden Gala ( Roma), 5000 m piani - 13'00"12
- Bronzo al Prefontaine Classic ( Eugene), 5000 m piani - 13'00"18
- Bronzo all'Aviva British Grand Prix ( Gateshead), 5000 m piani - 13'00"48
- Bronzo al DN Galan ( Stoccolma), 5000 m piani - 12'53"58
- Argento al Weltklasse Zürich ( Zurigo), 5000 m piani - 12'56"34
- 5º in Coppa continentale ( Spalato), 5000 m piani - 14'00"53
- Oro al Giro Media Blenio ( Dongio) - 29'02"
- Oro alla BOclassic ( Bolzano) - 28'33"
- Oro alla Corrida Pédestre Internationale de Houilles ( Houilles) - 27'57"
- Argento al Cross de l'Acier ( Leffrinckoucke) - 28'37"
- 5º al Cross di Alà dei Sardi ( Alà dei Sardi) - 32'09"
- Vincitore della Diamond League nella specialità dei 3000 / 5000 m piani (16 punti)

2011
- Oro al Golden Gala ( Roma), 5000 m piani - 12'54"21
- Argento all'Athletissima ( Losanna), 5000 m piani - 12'59"47
- Bronzo al British Grand Prix ( Birmingham), 5000 m piani - 13'07"63
- 4º all'Herculis ( Monaco), 5000 m piani - 12'55"47
- Oro al Memorial Van Damme ( Bruxelles), 5000 m piani - 12'58"32
- Oro al Giro Media Blenio ( Dongio) - 28'17"
- Bronzo alla BOclassic ( Bolzano) - 28'58"
- Oro al Memorial Peppe Greco ( Scicli) - 28'37"
- Argento alla Corrida Pédestre Internationale de Houilles ( Houilles) - 28'18"
- Oro al Cross di Alà dei Sardi ( Alà dei Sardi) - 32'11"
- Oro al Cross de Atapuerca ( Atapuerca) - 27'21"
- Argento agli Jan Meda Championships ( Addis Abeba) - 32'33"
- Vincitore della Diamond League nella specialità dei 3000 / 5000 m piani (15 punti)

2012
- Bronzo ai Bislett Games ( Oslo), 5000 m piani - 12'59"77
- 8º al Weltklasse Zürich ( Zurigo), 5000 m piani - 13'07"24
- 7º al Memorial Van Damme ( Bruxelles), 10000 m piani - 27'14"02
- Bronzo alla Great North Run ( Newcastle upon Tyne) - 59'56"
- Oro alla BOclassic ( Bolzano) - 29'13"
- 7º alla San Juan World's Best 10K ( San Juan) - 28'40"
- 4º al Campaccio ( San Giorgio su Legnano) - 29'18"
- Oro al Cross de Atapuerca ( Atapuerca) - 28'07"

2013
- Argento al Prefontaine Classic ( Eugene), 10000 m piani - 27'12"37
- 7º al Golden Gala Pietro Mennea ( Roma), 5000 m piani - 13'09"17
- 5º alla Lisboa Rock 'n' Roll Half Marathon ( Lisbona) - 1h02'40"
- Argento al Giro Media Blenio ( Dongio) - 28'23"
- Oro alla BOclassic ( Bolzano) - 28'44"
- Bronzo al Giro al Sas ( Trento) - 29'13"
- 5º al Memorial Peppe Greco ( Scicli) - 29'42"
- Oro al Cross de Atapuerca ( Atapuerca) - 28'59"

2014
- 12º alla Mezza maratona di Lisbona ( Lisbona) - 1h03'29"
- Argento alla BOclassic ( Bolzano) - 29'08"
- 9º alla San Juan World's Best 10K ( San Juan) - 29'36"
- Bronzo al Campaccio ( San Giorgio su Legnano) - 28'25"
- Oro al Cross de Atapuerca ( Atapuerca) - 27'39"

2015
- Bronzo alla BOclassic ( Bolzano) - 28'57"
- Oro al Campaccio ( San Giorgio su Legnano) - 28'50"
- Oro al Cross de Atapuerca ( Atapuerca) - 25'02"

2016
- Argento alla BOclassic ( Bolzano) - 28'54"
- 4º al Giro podistico internazionale di Castelbuono ( Castelbuono) - 31'53"

2017
- 14º alla Yangzhou Half Marathon ( Yangzhou) - 1h02'36"
- 5º alla Port Gentil 10 km ( Port-Gentil) - 28'31"
- Argento al Campaccio ( San Giorgio su Legnano) - 28'35"

2018
- 7º alla Mezza maratona di Trento ( Trento) - 1h07'31"